# زامبیا
زامبیا یا زَمبیا (به انگلیسی: Zambia) با نام رسمی جمهوری زامبیا (به انگلیسی: Republic of Zambia) کشوری محصور در خشکی در جنوب آفریقا است. این کشور از شمال با جمهوری دموکراتیک کنگو، از شرق با تانزانیا و مالاوی، از جنوب با موزامبیک، زیمبابوه، باتسوانا و نامیبیا و از غرب با آنگولا همسایه است. پایتخت این کشور شهر لوساکا و زبان رسمی آن انگلیسی است.
مساحت زامبیا ۷۵۲٬۶۱۸ کیلومتر مربع و جمعیت آن ۱۸٬۳۸۴٬۰۰۰ نفر است.
جمعیت این کشور بیشتر در لوساکا و حومه و در استان «کمربند مس» در شمال غرب متمرکز است.
ساکنان منطقه زامبیا در آغاز مردم خویسان بودند اما در جریان کوچ اقوام بانتو در سده سیزدهم این منطقه نیز بانتو نشین شد. پس از بازدید کاشفان اروپایی از این منطقه در سده هیجده، زامبیا در اواخر قرن نوزده مستعمره بریتانیا شد و فرمانروایان آن از سوی لندن گمارده می‌شدند.
زامبیا در تاریخ ۲۴ اکتبر ۱۹۶۴ اعلام استقلال کرد. در سال ۲۰۱۰ بانک جهانی، زامبیا را یکی از کشورهایی اعلام کرد که سریع‌ترین اصلاحات اقتصادی را اجرا می‌کنند. مقر بازار مشترک شرق و جنوب آفریقا (COMESA) در لوساکا قرار دارد.

## تاریخ
با بررسی‌های باستان‌شناسی که از انسان‌های اولیه و بقایای آن‌ها صورت گرفته است مشخص شده که زندگی انسانها در این منطقه به حدود ۲ میلیون سال پیش بازمی‌گردد.
در سال ۱۸۸۹ و در زمان حکمرانی سسیل رودز و پادشاهی لوانیکا، سیسیل رودز موفق شد امتیاز بهره‌برداری از معادن را از پادشاه بگیرد، همچنین پادشاه با فرستادن مهاجرین جدید به منطقه نیز موافقت کرد. در آن زمان این منطقه زیر نظر کمپانی آفریقای جنوبی بریتانیا بود. از سال ۱۹۲۴ منطقهٔ زامبیای کنونی به عنوان مستعمرهٔ بریتانیا شناخته شد.
از سال ۱۹۵۳ تا ۱۹۶۴ میلادی فدراسیون رودزیای شمالی که اکنون «زامبیا» نامیده می‌شود، رودزیای جنوبی که اکنون «زیمبابوه» خوانده می‌شود و نیاسالند که اکنون «مالاوی» نام دارد، تحت عنوان «فدراسیون رودزیا و نیاسالند» تشکیل شد. در ۲۴ اکتبر ۱۹۶۴ رودزیای شمالی رسماً از این فدراسیون جدا و با نام «زامبیا» از بریتانیا اعلام استقلال کرد.

## سیاست

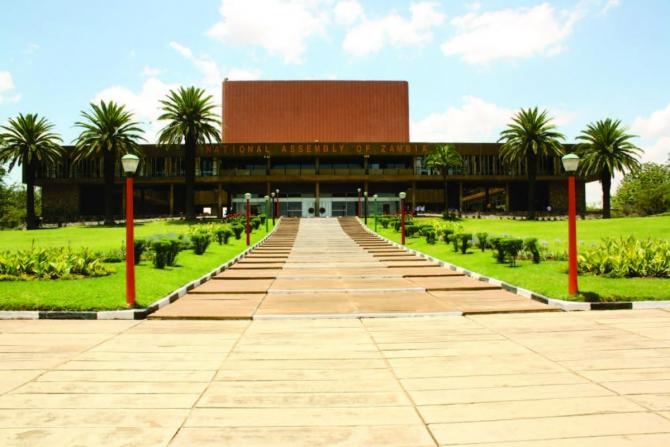
ساختمان مجلس شورای ملی زامبیا

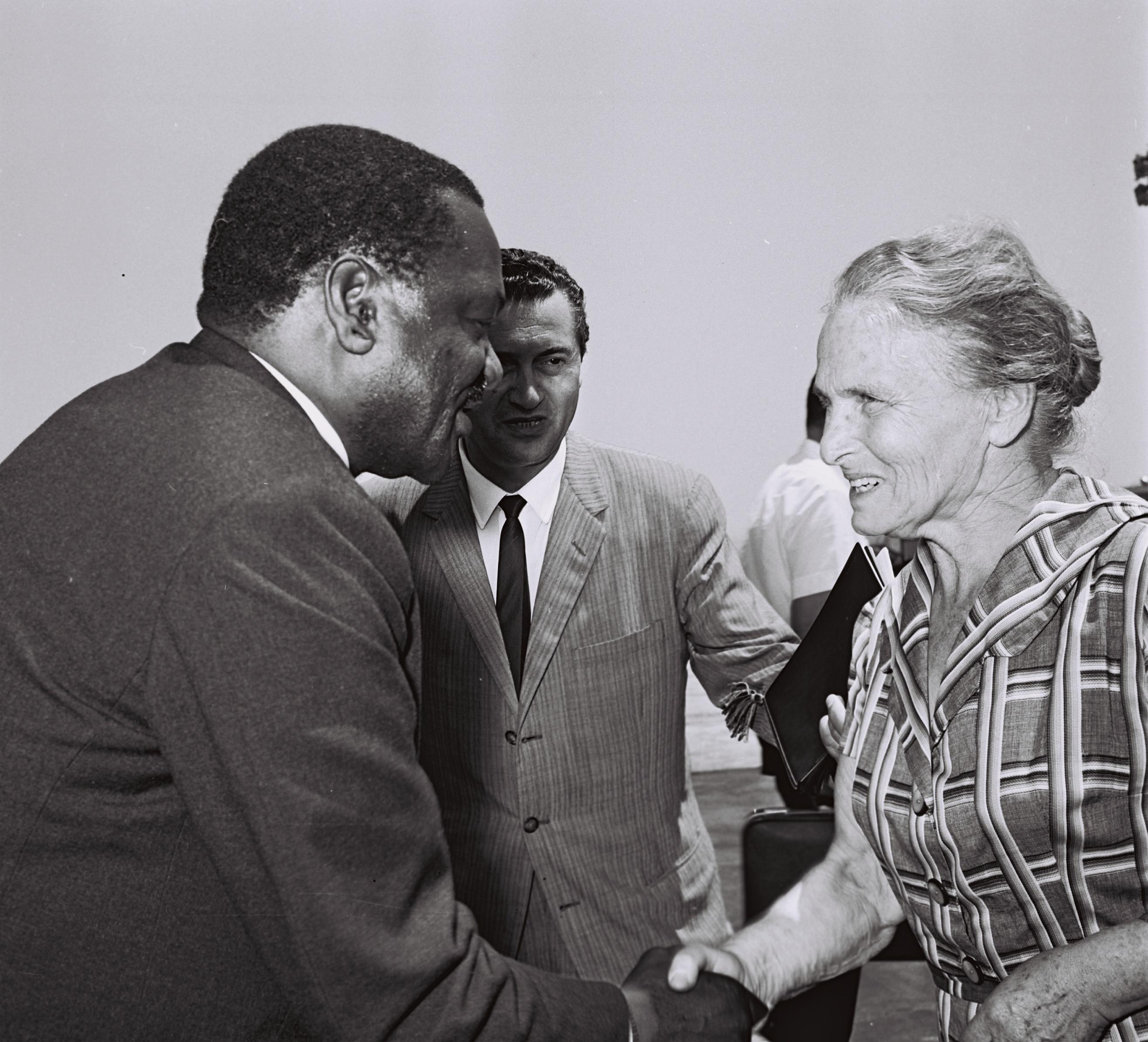
روت هکتین سیاستمدار اسرائیلی در ملاقات با رئیس مجلس ملی زامبیا، اوت ۱۹۶۶‏

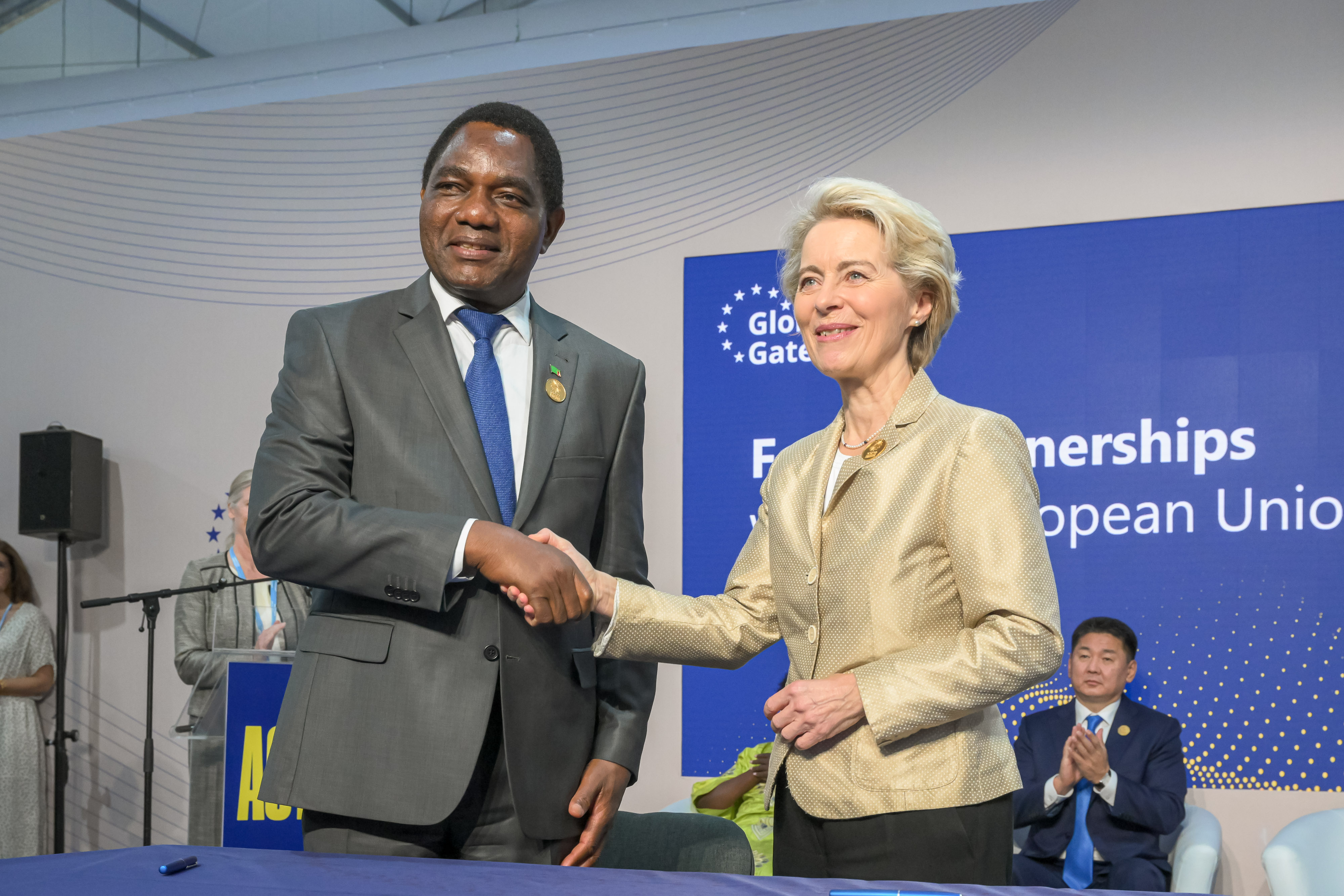
هاکاینده هیچیلما رئیس‌جمهور زامبیا و اورزولا لاین رئیس کمیسیون اروپا

حکومت زامبیا از نوع جمهوری چندحزبی با یک مجلس قانونگذاری است. رئیس‌جمهور و رئیس دولت زامبیا در دوره‌های ۵ ساله فرمان می‌رانند.
کنت کائوندا نخستین رئیس‌جمهور زامبیا پس از استقلال بود. در سال ۱۹۷۲، کائوندا فعالیت همگی احزاب مخالف دولت را ممنوع اعلام کرد. بازار جهانی مس در سال ۱۹۷۵ فرو ریخت، به این دلیل که اقتصاد زامبیا متکی به مس می‌باشد و سومین صادرکننده مس در دنیا می‌باشد ضربهٔ اقتصادی زیادی به این کشور وارد کرد و باعث بالا آوردن بدهی‌های سنگین دولت از جمله به آمریکا و شوروی شد، همچنین تورم شدید نیز بر اقتصاد زامبیا حکمفرما شد. از آن پس شورش‌ها در زامبیا آغاز شد که در جریان آن چندین هزار تن کشته شدند. با افزایش فشارهای داخلی، کائوندا در ماه نوامبر ۱۹۹۱ از کشور فرار کرد.
در ۳۱ اکتبر ۱۹۹۱ انتخاباتی به صورت چندحزبی و دموکراتیک در زامبیا برگزار شد و رئیس‌جمهور جدید فردریک چیلوبا انتخاب شد. چیلوبا با شعار اصلاحات اقتصادی و متحول کردن زندگی مردم به قدرت رسید. او در آغاز با سیاست‌های خصوصی‌سازی و ایجاد بازار سهام سعی در سر و سامان دادن به اقتصاد آشفتهٔ زامبیا را داشت که نتایج آن چندان امیدوارکننده نبود. چیلوبا، بار دیگر در نوامبر ۱۹۹۶ به مدت ۵ سال دیگر نیز به ریاست جمهوری انتخاب شد. کائوندا (رئیس‌جمهوری پیشین) در سال ۱۹۹۷ قصد کودتا علیه دولت چیلوبا را داشت که کودتای او با شکست مواجه شد، پس از این کودتای نافرجام، کائوندا دستگیر و راهی زندان شد.
در سال ۱۹۹۱ با رکود در بازار مس و افت شدید قیمت آن، ضربهٔ دیگری بر پیکرهٔ اقتصاد تک قطبی زامبیا وارد گشت. در سال ۲۰۰۱ و پایان دورهٔ ریاست جمهوری چیلوبا، وی قصد در تغییر در قانون اساسی را داشت که او بتواند برای یک دورهٔ دیگر رئیس‌جمهور باقی بماند که با اعتراضات داخلی موفق به انجام این کار نشد. سپس چیلوبا از قدرت کنار رفت و معاونش، لوی مواناواسا در ژانویهٔ ۲۰۰۲ رئیس‌جمهور زامبیا شد. در ژوئن ۲۰۰۲ فساد مالی رئیس‌جمهور سابق (چیلوبا) افشا شد و او متهم شد که میلیون‌ها دلار از بودجهٔ کشور را بالا کشیده است. چیلوبا در فوریهٔ ۲۰۰۳ بازداشت و تبعید شد. در سال سپتامبر ۲۰۰۶ مجدداً انتخابات ریاست جمهوری در زامبیا برگزار شد و امواناواسا تا سال ۲۰۱۱ در سمت خود ابقا شد که پس از مرگ ام. واناواسا در سال ۲۰۰۸، روپیا باندا معاون وی به این مقام رسید. پس از آن مایکل ساتا از سپتامبر ۲۰۱۱ تا ۲۰۱۴ در این مقام بود. او نیز حین ریاست درگذشت. ادگار لونگو رئیس‌جمهور کنونی کشور است.
در ماه آوریل ۲۰۱۷ (فروردین ۹۶)
رهبر اپوزیسیون زامبیا به اتهام خیانت بازداشت شد. «هاکاینده هیچیلما»، رهبر «حزب متحد برای توسعه ملی زامبیا» که سال پیش پس از شکست در انتخابات با اختلاف اندک نتایج را به چالش کشید، ظاهراً مانع از عبور کاروان حامل ادگار لونگو، رئیس‌جمهوری زامبیا شده بود. خیانت یک جرم غیر ضمانت‌بردار در زامبیاست که حداقل حبس ۱۵ سال و حداکثر مجازات مرگ دارد.

## جغرافیا
وسعت کشور زامبیا ۷۵۲٬۶۱۸ کیلومتر مربع است و از این نظر سی و هشتمین کشور بزرگ دنیا به‌شمار می‌رود.
زامبیا از کشورهایی همچون فرانسه، اسپانیا، ایتالیا، ژاپن و بریتانیا بزرگتر است؛ اما از کشورهایی مانند ترکیه، اندونزی، تانزانیا، شیلی و مصر کوچکتر است. مساحت آن کمتر از نصف ایران است.
پایتخت زامبیا شهر لوساکا با ۱ میلیون و ۲۶۷ هزار نفر جمعیت می‌باشد.
- رودخانهٔ زامبزی مهم‌ترین رودخانهٔ زامبیا به‌شمار می‌آید که با گذر از جمهوری دموکراتیک کنگو و آنگولا از سمت غرب وارد زامبیا شده و پس از حرکت در امتداد مرز با زیمبابوه به موزامبیک وارد شده و به اقیانوس هند می‌ریزد.

پایتخت و بزرگ‌ترین شهر این کشور لوساکا نام دارد که بیش از ۱٬۲۶۷٬۰۰۰ نفر جمعیت دارد و یکی از شهرهای بزرگ جنوب قاره آفریقا به‌شمار می‌آید. آندولا با ۳۹۴ هزار نفر جمعیت، کیتوه با ۴۰۱ هزار ،کابوه با ۱۸۹ هزار نفر و چینگولا با ۱۴۹ هزار نفر جمعیت از دیگر شهرهای مهم زامبیا هستند.

### بزرگ‌ترین شهرها

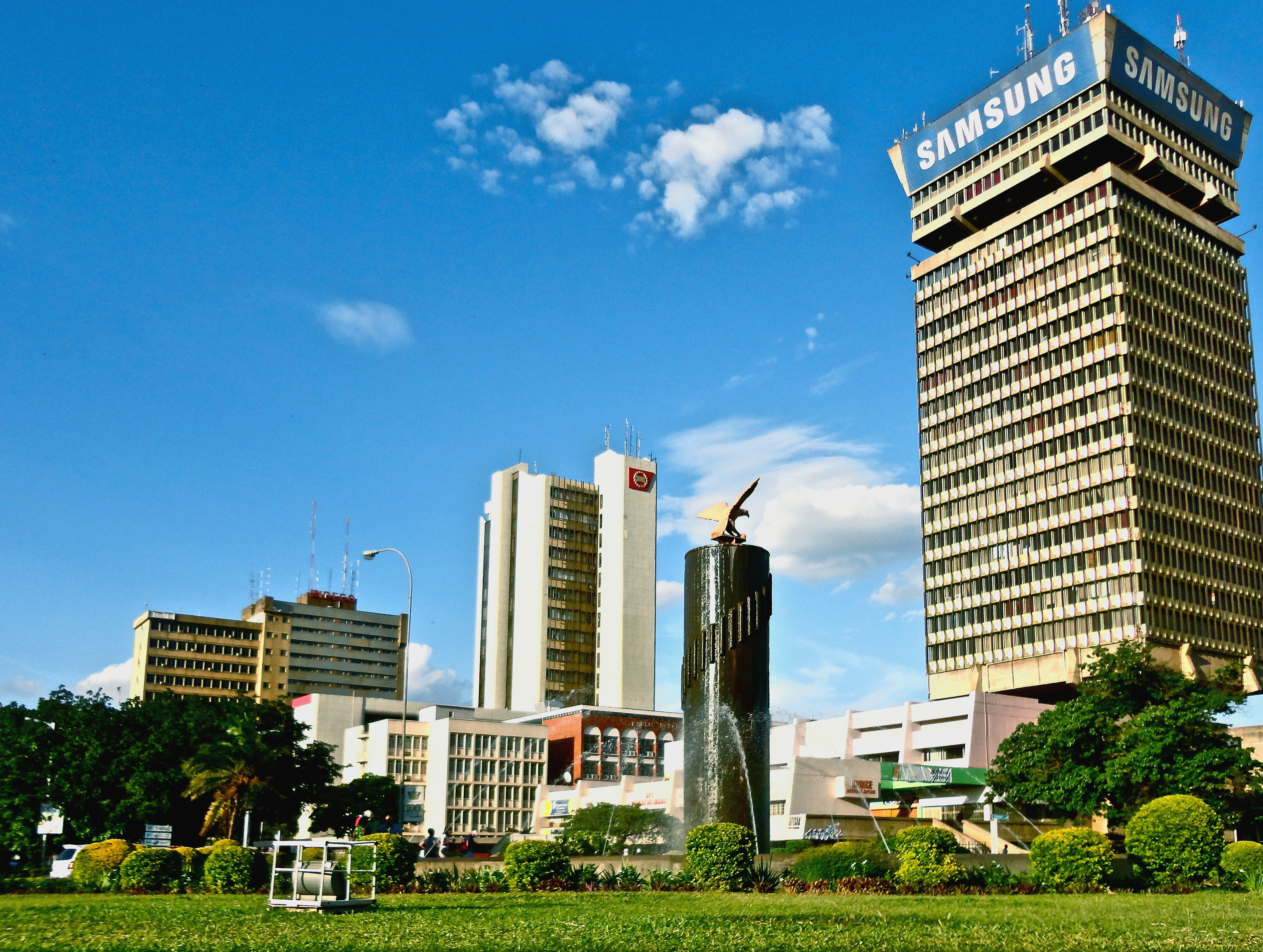
لوساکا
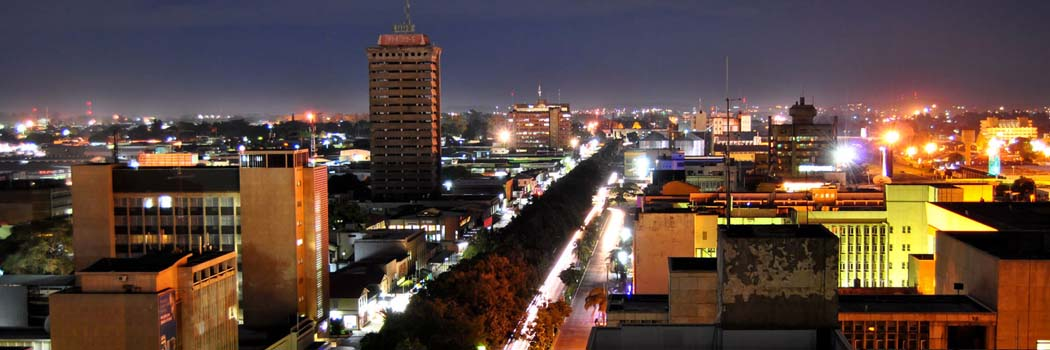
لوساکا
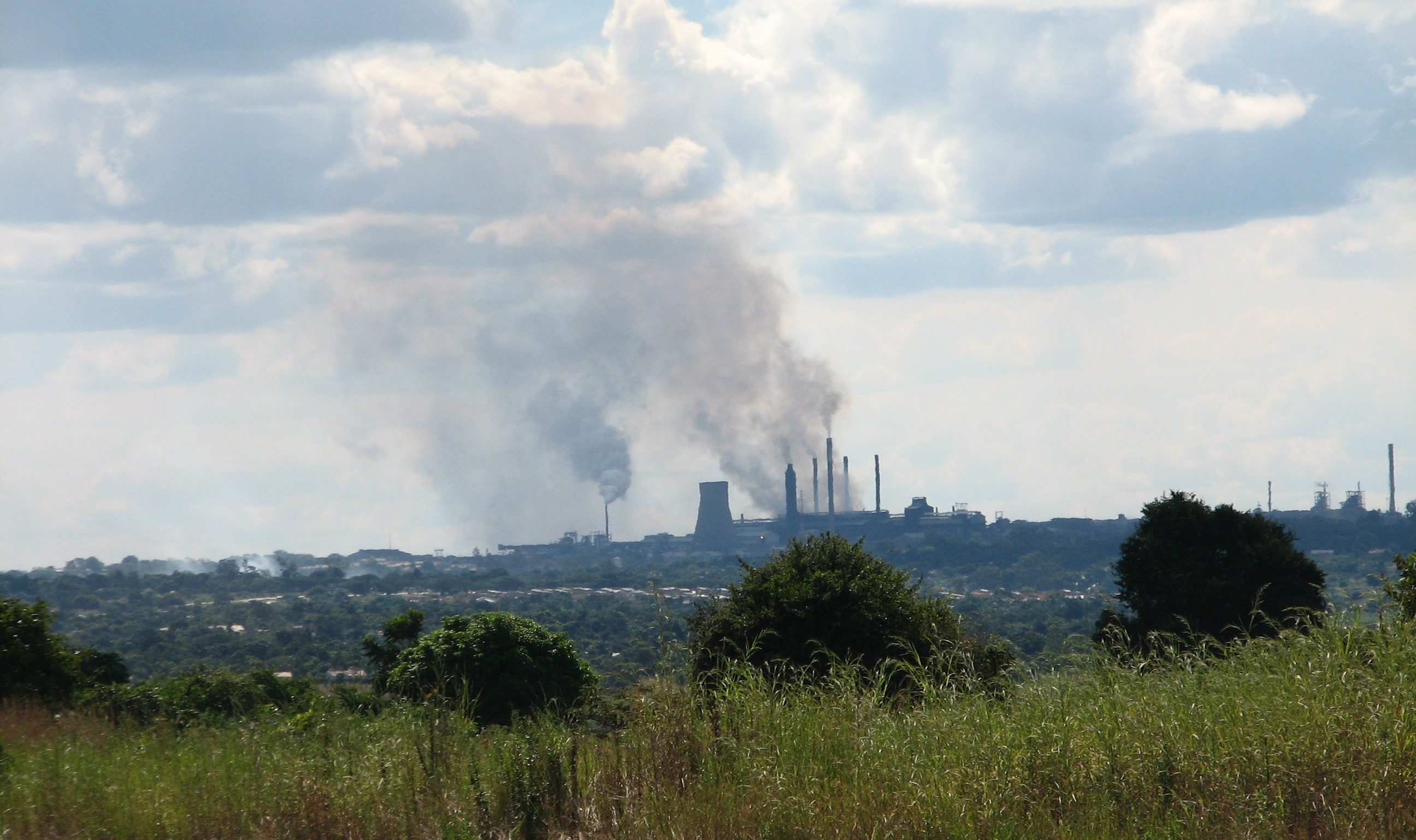
کیتو
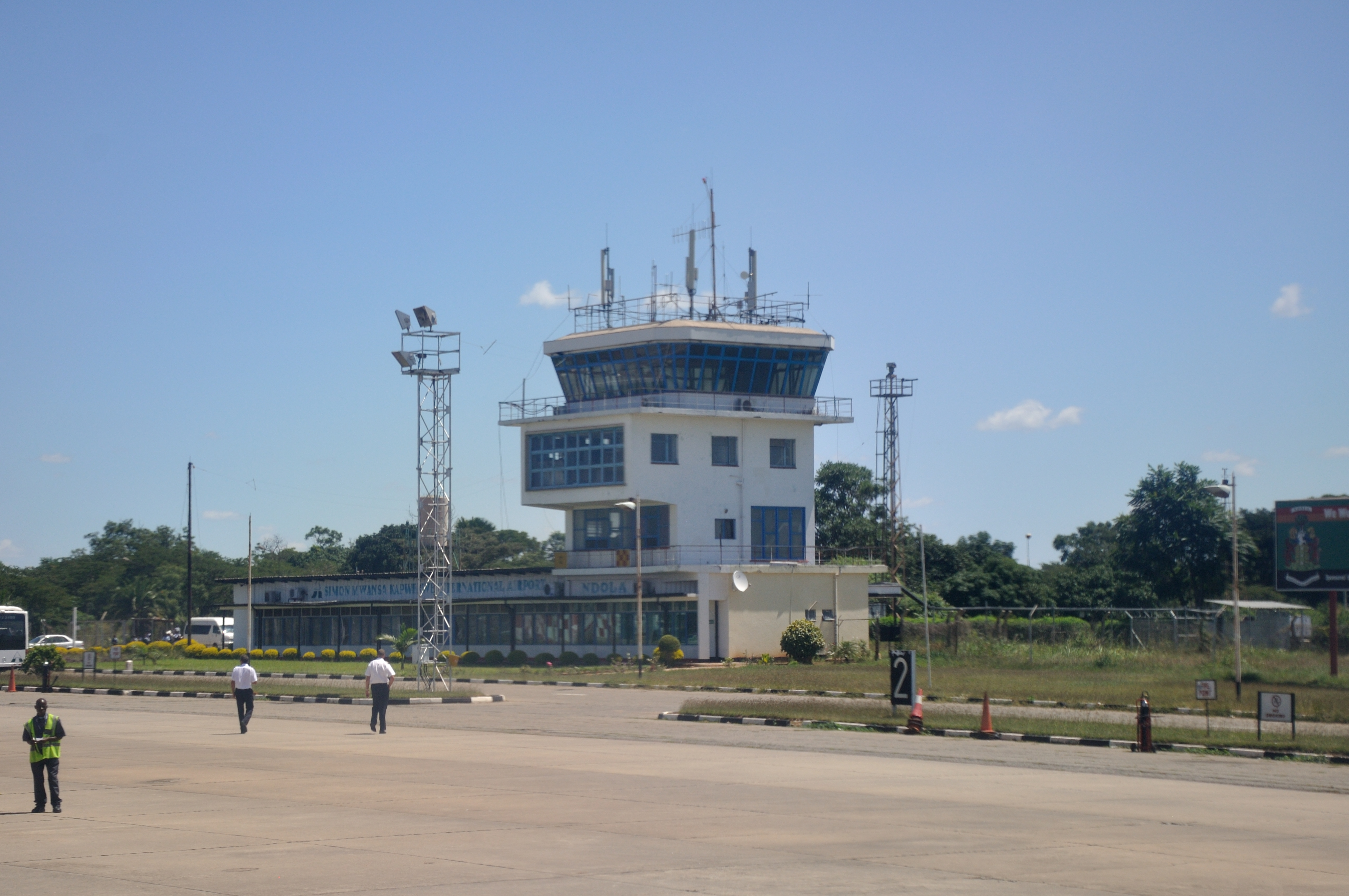
فرودگاه شهر ان‌دولا
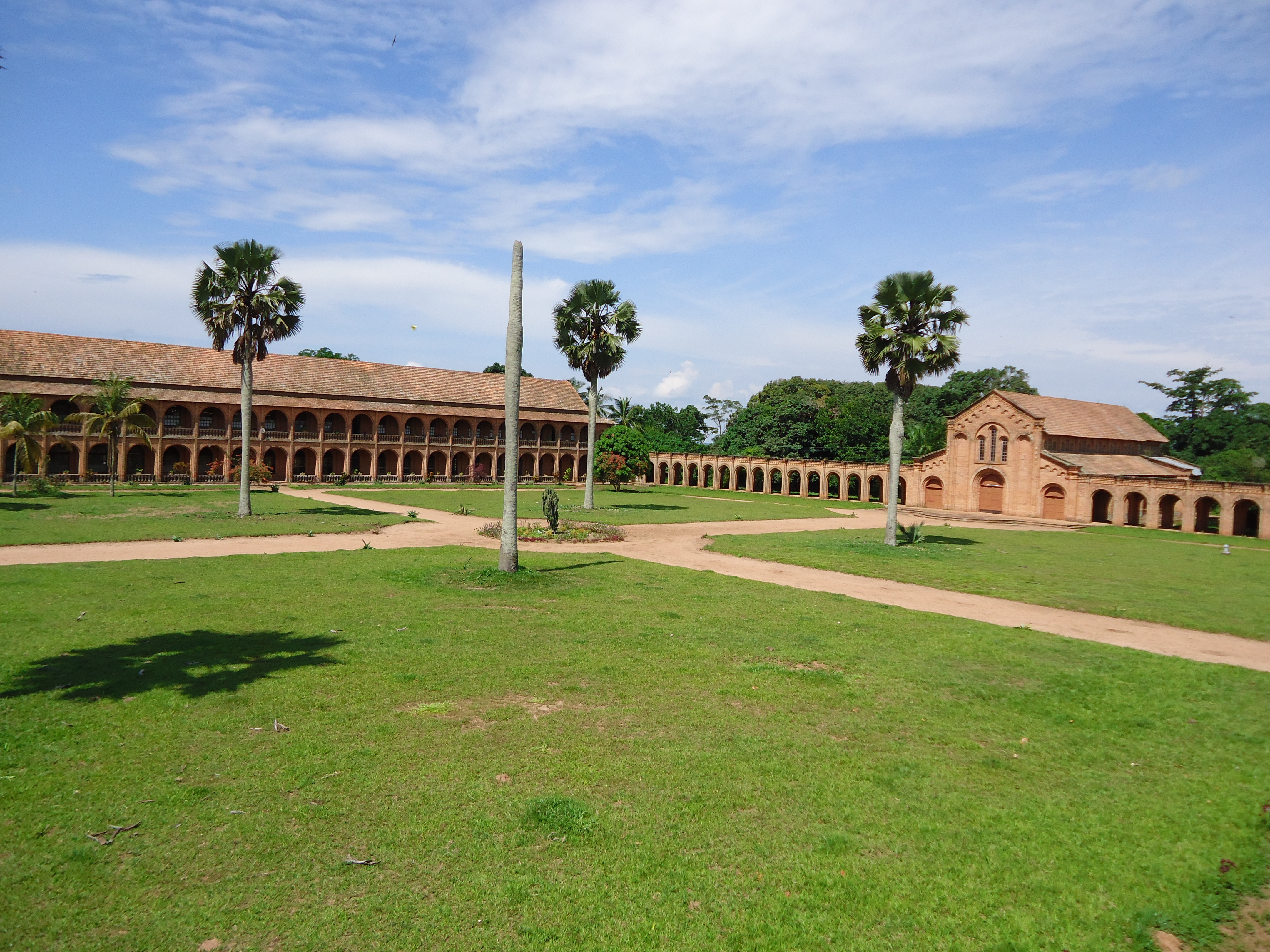
کابووی

## تقسیمات کشوری
کشور زامبیا ۱۰ استان دارد:
- مرکزی
- کاپربلت
- شرقی
- لوآپولا
- لوساکا
- موچینگا
- شمالی
- شمال غربی
- جنوبی
- غربی

## ترابری
این کشور یکی از کشورهای محصور در خشکی است و از هیچ طرف به دریا راه ندارد. در نتیجه در این کشور بندر وجود ندارد. نزدیک‌ترین بندر به لوساکا (پایتخت)، بندر دارالسلام (تانزانیا) در تانزانیا است که با خطوط راه‌آهن به لوساکا و دیگر شهرهای بزرگ زامبیا متصل است.

## اطلاعات دیگر
- زبان رسمی زامبیا انگلیسی است.

۸۲/۴ درصد مردم مسیحی و بقیه معتقد به عقاید سنتی هستند. ۱/۱ درصد زامبیایی‌ها مسلمان هستند.
- واحد پول زامبیا کواچا = ۱۰۰ انگوه
- نژاد بیشتر مردم: بمبا، تونگا، لوزی، نسنگا می‌باشد.

## مردم و فرهنگ

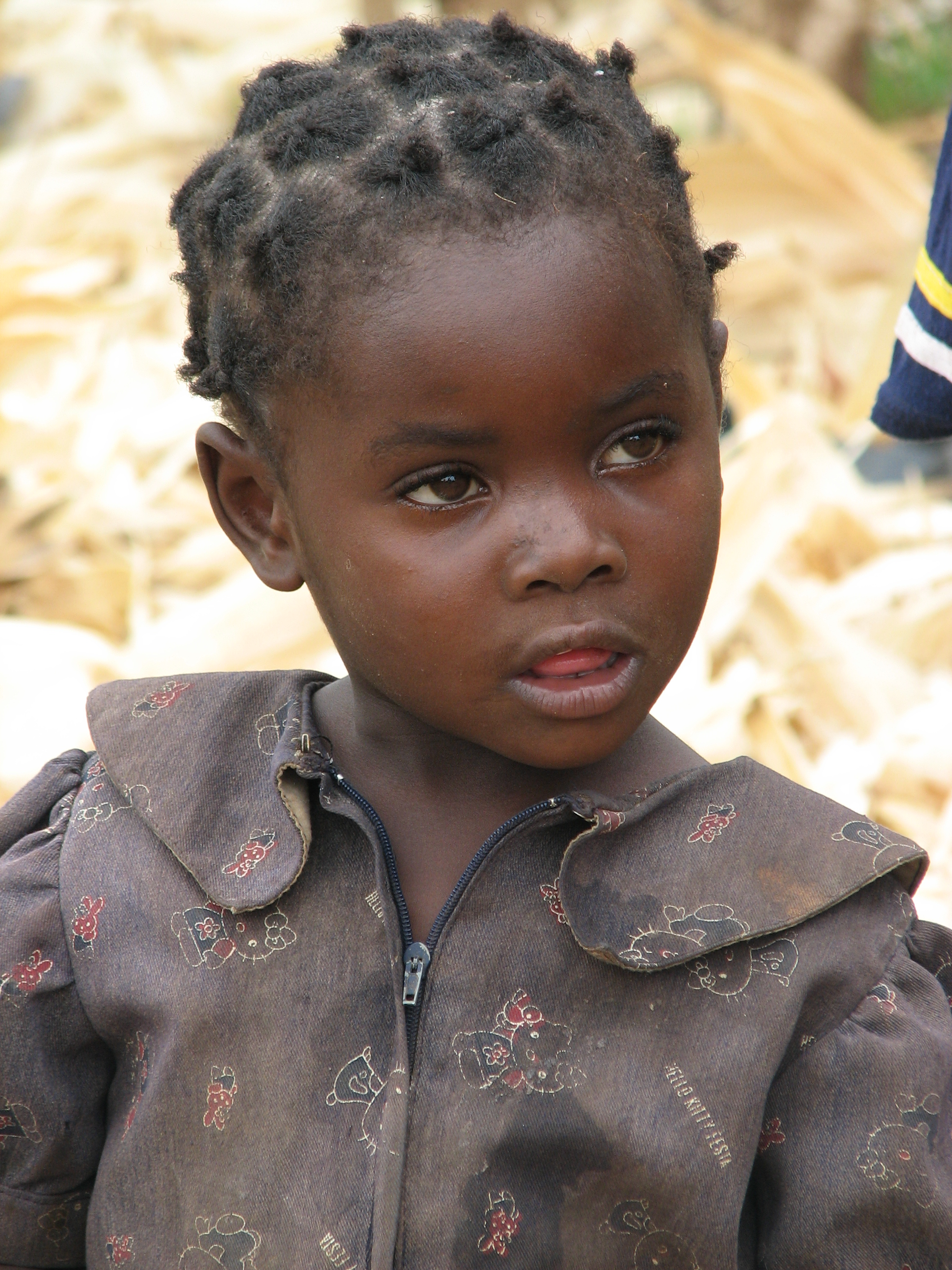

نژاد ۹۸٪ جمعیت زامبیا را سیاه آفریقایی و ۱٪ را نیز اروپایی تشکیل می‌دهد. زامبیا یک کشور غیرسکولاریته با دین رسمی برپایه مسیحیت است. همچنین دین ۸۷٪ زامبیایی‌ها مسیحی، ۱ ٪ مسلمان و باقی نیز عقاید بومی دارند.
زبان رسمی زامبیا، انگلیسی است، بیش از ۷۰ نوع زبان و لهجهٔ بومی نیز در زامبیا رایج است.
در سال ۲۰۱۵ ناموالی سرپِل، نویسندهٔ اهل زامبیا، جایزه ادبی «کین» که به بوکر قاره آفریقا شهرت دارد را از آن خود کرد. اثر داستانی او به نام «گونی» به جنگ قدرت میان دو مردی که هردو به یک زن علاقه‌مند بوده‌اند و حال مُرده، پرداخته است.

## اقتصاد

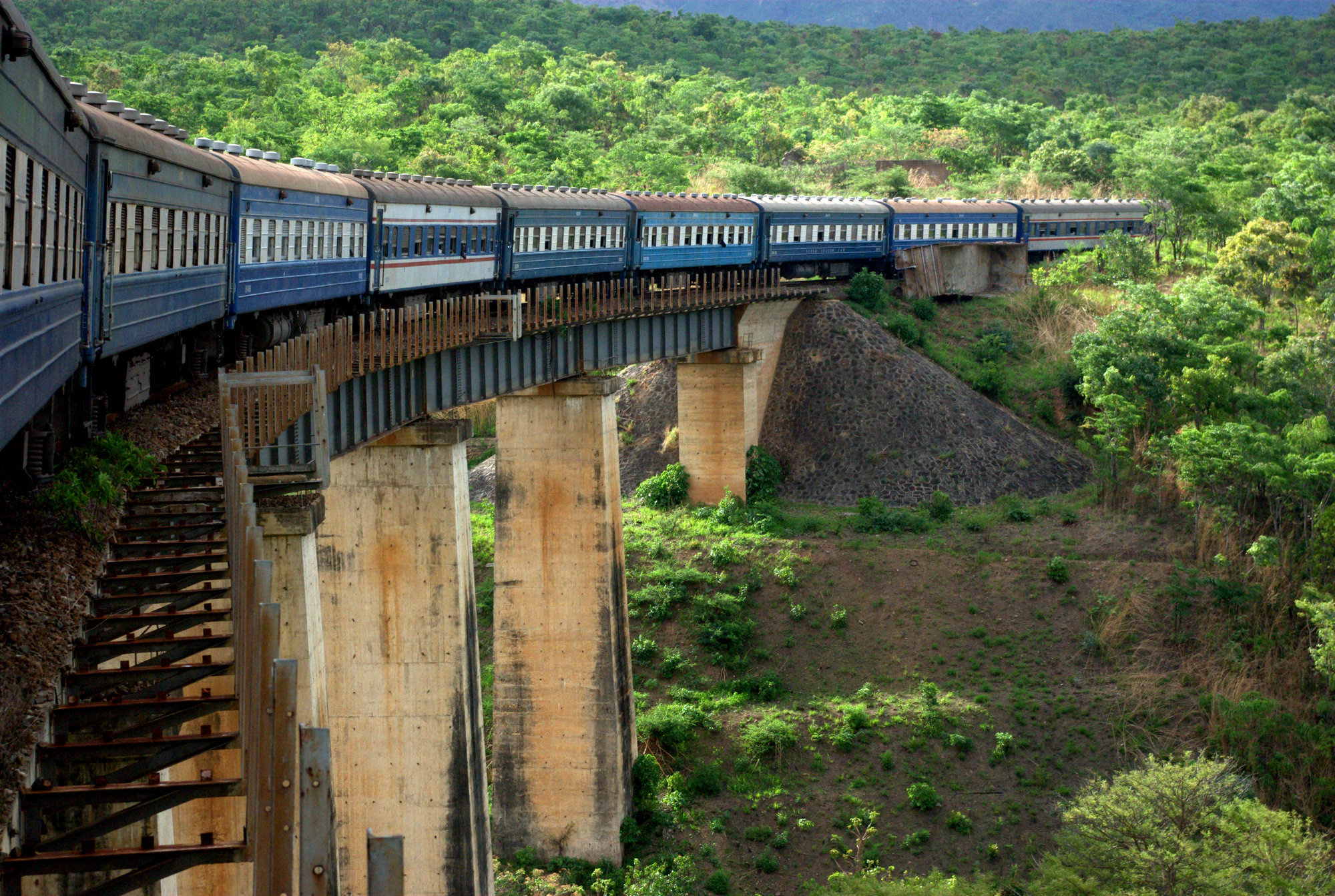
خط راه‌آهن تازارا در زامبیا

واحد پول زامبیا، کچوا با واحد جزء (انگوه) نام دارد.
صادرات زامبیا را مس (۸۰ ٪) کبالت، تنباکو و پنبه تشکیل می‌دهد.
پیرامون ۶۸ درصد از زامبیایی‌ها زیر خط فقر زندگی می‌کنند نرخ فقر در مناطق روستایی پیرامون ۷۸ درصد و در مناطق شهری ۵۳ درصد است.
درآمد سرانه سالانه هم‌اینک ۳۹۵ دلار یعنی حدود ۵۰ درصد کمتر از تاریخ آغاز استقلال این کشور است و با این حساب زامبیا از کشورهای کم‌درآمد جهان به‌شمار می‌آید.
در خلال دهه‌ها حکومت سوسیالیستی کنت کائوندا، زامبیا با فقر روبه‌رو شد به‌ویژه پس از آن‌که بهای مس در دهه ۱۹۷۰ کاهش زیادی از خود نشان داد. پس از پایان دیکتاتوری، دولت‌های بعدی دست به انجام اصلاحات کم‌دامنه‌ای زده‌اند.

## روابط ایران با زامبیا
پیش از روی دادن انقلاب ۱۳۵۷ با توجه به وجود روابط خوب میان ایران و رژیم آپارتاید آفریقای جنوبی، کشورهای خط مقدم جبههٔ مبارزه با آپارتاید به رهبری زامبیا از برقراری روابط سیاسی با حکومت پهلوی خودداری می‌کردند. پس از پیروزی انقلاب ایران، دولت زامبیا از اولین کشورهایی بود که این انقلاب را به رسمیت شناخت و از توقف فروش نفت ایران به آفریقای جنوبی استقبال کرد.
با شروع جنگ ایران و عراق به دلیل حمایت زامبیا از عراق که ناشی از روابط دیرینهٔ آنها و دوستی کنت کائوندا با صدام حسین بود، ایجاد رابطه سیاسی بین دو کشور ممکن نگردید. در سال ۱۳۶۶ با سفر آیت‌الله خامنه‌ای رئیس‌جمهور وقت به زیمبابوه جهت شرکت در اجلاس کشورهای عدم تعهد و به دنبال ملاقات آقای کائوندا با وی، ضرورت روابط دوباره مورد تأکید قرار گرفت. پیرو آن، روابط دو کشور در سال ۱۳۶۷ به سطح کاردار و در ۱۳۶۸ به سطح سفیر ارتقا یافت.
در اواخر سال ۱۳۷۰ دولت تک حزبی کائوندا در انتخابات ریاست جمهوری شکست خورد و دولت چندحزبی و متمایل به غرب چیلوبا به پیروزی رسید. چیلوبا پس از دستیابی به قدرت، کشور زامبیا را مسیحی اعلام کرد، از فعالیت‌های اسلامی رادیو تلویزیون جلوگیری کرد، از کتاب آیات شیطانی رفع ممنوعیت نمود و روابط سیاسی خود را با اسرائیل برقرار کرد. از زمان تشکیل این دولت، روابط ایران و زامبیا رو به تیرگی گذاشت.
در تاریخ ۱۳۷۱/۱۲/۱۸ روزنامه‌های زامبیا خبر از کشف کودتای توسط حزب یونیپ (حزب مخالف دولت) دادند و نوشتند کشورهای ایران، سوریه، لیبی و فلسطین تصمیم به تأمین بودجه این طرح کودتا داشته‌اند. سفارت ایران این اتهام را شدیداً تکذیب کرد. یک هفته بعد، ورنون موآنگا وزیر امور خارجه با فراخواندن سفیر ایران تصمیم دولت زامبیا مبنی برقطع رابطه با ایران را به اطلاع وی رساند. هم‌زمان با اعلام قطع رابطه زامبیا با ایران و عراق یکی از نمایندگان مجلس از حزب حاکم به نام آقای بادات از وزیر امور خارجه سؤال کرد این تصمیم از سوی اسرائیل اتخاذ شده یا دولت زامبیا؟
مدت کوتاهی پس از قطع روابط دو کشور وزیر امور خارجه زامبیا در مصاحبه با روزنامه تایمز زامبیا اتهام دخالت ایران در طرح کودتا را نادرست خواند و گفت نتایج تحقیقات حاصله دال بر عدم حمایت ایران و عراق از کودتاگران می‌باشد. نشریه آفریکن کانفیدنشال در تحلیلی دخالت ایران جهت بسط بنیادگرائی اسلامی در کشوری که کمتر از یک درصد مسلمان دارد را غیر واقعی توصیف کرد.